# DVB-T2-Lite
DVB-T (Digital Video Broadcasting – Terrestrial) és l'estàndard per la transmissió de televisió digital terrestre creat per l'organització europea DVB. Cobreix tots els aspectes de la televisió digital de transmissió a través de la interconnexió, accés condicional i interactivitat per a vídeo digital, àudio i dades.
DVB-T2 (Digital Video Broadcasting – Terrestrial Second Generation) és l'extensió de l'estàndard de televisió DVB-T, ideat per la transmissió i la difusió de la TDT (Televisió Digital Terrestre).
DVB-T2-Lite està dissenyat per fer ús de les mateixes característiques fiables de DVB-T2, però amb una acurada selecció d'un subconjunt que oferirà ràdio i televisió per a dispositius mòbils com telèfons i tablets.
DVB-T2-Lite es defineix en la versió 1.3.1 de l'especificació DVB-T2. Va ser dissenyat perquè només es necessitin canvis mínims des d'un sistema DVB-T2 modulador i desmodulador.
Al Juliol de 2011 la BBC al Regne Unit ha llançat un programa nacional múltiplex DVB-T2, que ofereix diversos canals de HD terrestre. Per a aquesta prova tècnica de T2-Lite, han combinat un múltiplex d'alta definició destinat a la recepció en receptors fixos amb un servei mòbil més robust que pot ser la televisió, la ràdio o de dades o qualsevol combinació d'aquests.

## Evolució dels perfilsDVB-TiDVB-T2
El Treball del nou Estàndard DVB-T2 té com a principal avantatge davant l'actual DVB-T és la millora de l'eficiència (té un 97% més de capacitat), el que permet difondre serveis a través d'una amplada de banda més gran. El salt al format MPEG-4 AVC - H.264, des de MPEG-2 porta un estalvi d'amplada de banda molt important, de manera que la combinació d'aquestes dues mesures permeten ampliar la quantitat i qualitat dels serveis que actualment presta la Televisió Digital Terrestre, ja que és més robust. Aquests canvis tècnics obtenen 30Mbps afegits cada canal multiplexat que poden permetre una generalització de l'alta definició a la TDT.

## Descripció del sistema DVB-T2
L'entrada del sistema pot ser una o més corrents de transport MPEG-2. El preprocesador d'entrada, que no és part del sistema T2, pot incloure un separador de servei o demultiplexor per a fluxos de transport (TS) per a la separació dels serveis de la T2, que són un o diversos fluxos de dades lògiques. Aquests són transportats en cada capa física PLPs.
Cada PLP portarà TS (Transport Stream), GSE (Generic Encapsulated Stream), GFPS (Generic Fixed Packetized) I GCS (Generic Continuous Stream).
La correcció d'errors pot ser interna amb BCH o externa amb LDPC. La interna proporciona correcció d'errors bàsica amb mínima càrrega mentre que la correcció d'errors externa és una correcció addicional amb càrrega. S'utilitza la combinació dels dos per protegir contra grans nivells de soroll e interferències.
Utilitza la modulació OFDM (Orthogonal Frequency Division Multiplex). La disponibilitat d'un gran nombre de modes permet el mateix nivell de flexibilitat per a adaptar-se a l'àmbit específic d'aplicació amb l'estandar DVB-T. Però, la incorporació de la modalitat 256-QAM permet la capacitat d'augmentar el nombre de bits per cada cel·la de dades i beneficiar-se de la millora de FEC (Forward Error Correction) que dona un augment de la capacitat important.

## Introducció al perfil DVB-T2-Lite
Aquest perfil està dissenyat per permetre implementacions més simples de recepció per a aplicacions de molt baixa capacitat, com la radiodifusió mòbil, encara que també pot ser rebuda per receptors fixos convencionals. T2-Lite es basa en un subconjunt limitat de les maneres del perfil de T2-base, i evitant els modes que requereixen més complexitat i la memòria, permet als dissenys de receptors molt més eficients per a ser utilitzat.
Un senyal de T2-Lite s'identifica amb un dels codis de T2-Lite S1 P1 en la senyalització (imatge 1.a). No obstant això, un senyal de T2-base que és compatible amb les restriccions d'aquest perfil també és adequat per ser rebut amb un receptor de T2-Lite, i és assenyalat per establir el bit T2_BASE_LITE (imatge 1.b).

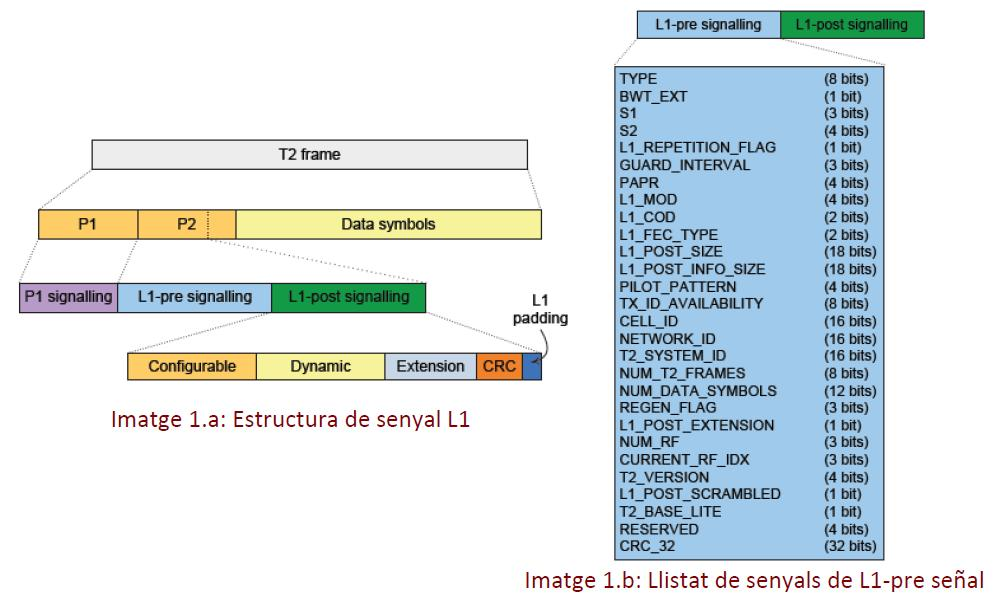
Imatge 1.a i 1.b

El senyal de T2-Lite pot ser multiplexat juntament amb un senyal de T2-base (i / o amb altres senyals), amb cada senyal que es transmet en les parts FEF de l'altre. Així, per exemple, un senyal complet de RF pot ser format per la combinació d'una FFT de 32K T2-base del senyal de perfil que s'ofereixen serveis HDTV per a receptors fixos amb 256-QAM, juntament amb un senyal de perfil T2-Lite utilitzant una FFT 8K i modulació QPSK per als receptors mòbils de la mateixa xarxa.
La mida del xip requerit per a un demodulador de T2-Lite és un 50% de la d'un demodulador DVB-T2, la qual cosa el fa ideal per a petits dispositius mòbils. Una altra característica important és l'estalvi d'energia que s'aconsegueix per la capacitat inherent de temps tallant sempre per PLPs múltiples.

## Modulació OFDM
La funció del mòdul de generació de OFDM és prendre les cel·les produïdes pel constructor del marc, com els coeficients de domini de la freqüència, per inserir la informació de referència pertinent, coneguts com els pilots, que permeten al receptor per compensar la distorsió introduïda pel canal de transmissió, i per produir a partir d'aquesta base, el senyal per al domini del temps per a la transmissió.
En l'element central del nou perfil, i de fet en tots els DVB segona generació de normes, és la robustesa d'excel·lents resultats mitjançant l'ús de OFDM (Orthogonal Frequency Multiplexión per divisió), modulació i LDPC (control de baixa densitat de paritat) en taxes de codi. Dues tecnologies clau són múltiples canonades de la capa física (M-PLP) que permeten la barreja de múltiples serveis amb la configuració de robustesa diferents en un múltiplex, i marc del futur d'extensió (FEC). El mecanisme FEC permet DVB-T2 i DVB-T2-Lite que es transmet en un canal de RF, però cada un amb diferents modes i nivells de robustesa. Tots dos perfils també poden ser transmesos per separat.

## FEC de codificació per T2-Lite
Aquest subsistema realitza la codificació externa (BCH), codificació interna (LDPC) i entrellaçat de bits. El flux d'entrada es compon de BBFRAMEs i el flux de sortida de FECFRAMEs.
Cada BBFRAME (bits Kbch) seran processats pel subsistema de codificació FEC, per generar un FECFRAME (bits Nldpc). Els bits de control de paritat (BCHFEC) de la sistemàtica del codi BCH exterior, s'inclouran després de la BBFRAME, i els bits de control de paritat (LDPCFEC) del codificador LDPC interior, s'inclouran després que en el camp BCHFEC, com es mostra a la imatge 2.

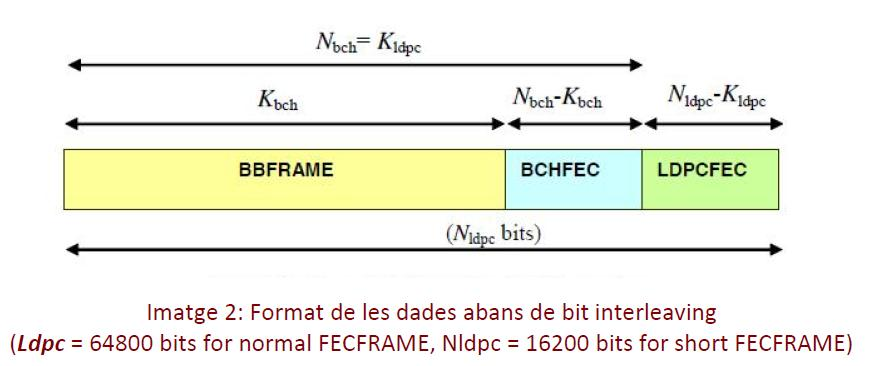
Imatge 2. FEC de codificació.

El conjunt de codis LDPC que s'utilitzarà per a T2-Lite es dona en la Imatge 2, i només el FECFRAME curt (Nldpc = 16.200 bits) es pot utilitzar. No hi ha altres paràmetres de codificació que puguin ser utilitzats (Imatge 3).

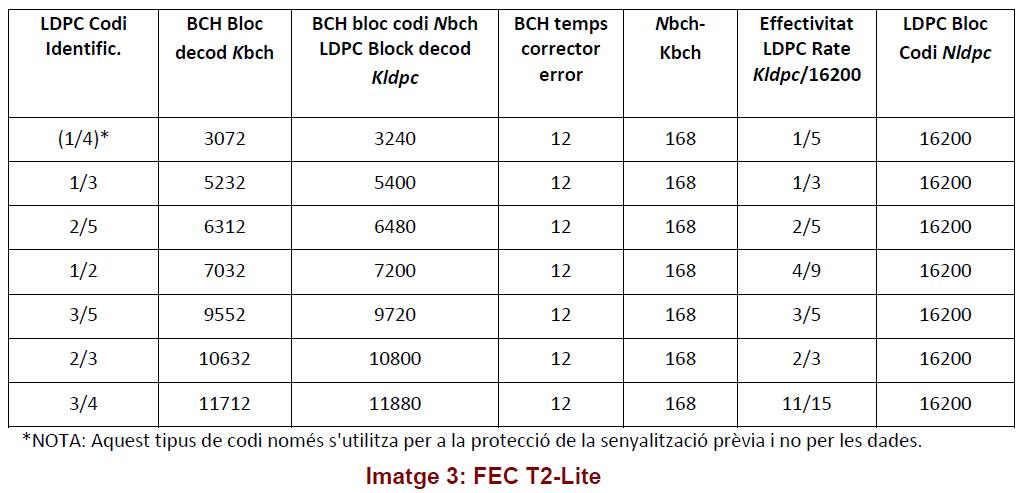
Imatge 3. FEC T2-Lite.

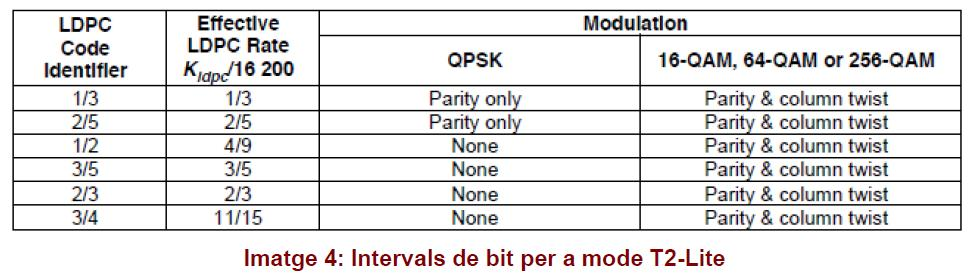
Imatge 4. FEC de codificació.

Quan la modulació QPSK s'utilitza juntament amb les taxes de codi d'1/3 o 2/5, l'entrellaçat de la paritat s'utilitzaran. El conjunt complet de les combinacions de bits entrellaçats que s'utilitzarà per a T2-Lite ve donat per la imatge 4.

## Limitacions de les modulacions de T2-Lite
La modulació 256-QAM no ha de ser utilitzada amb les taxes de codi 2/3 o 3/4 per a T2-Lite. Amb 256-QAM per T2-Lite no es permet girar constel·lacions. Per tant, el conjunt de combinacions permeses de modulació, la velocitat de codi i girar les constel·lacions que s'utilitzarà per a les dades està donada per la imatge 5.

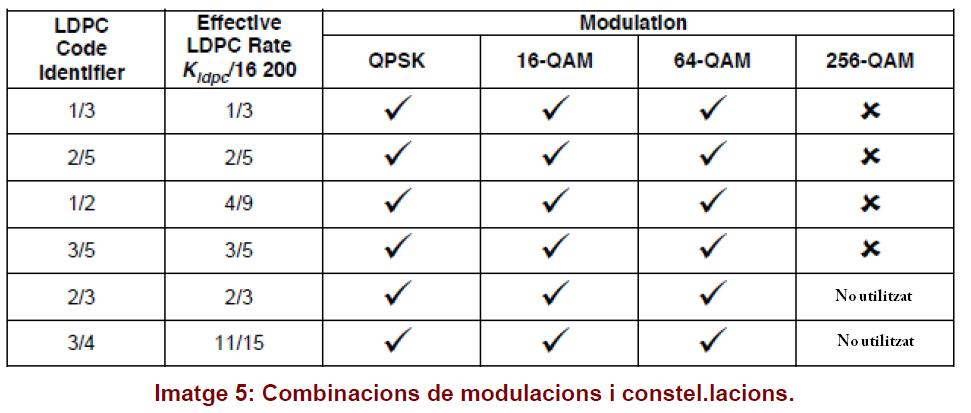
Imatge 5. Limitacions de les modulacions.

## T2-Lite L1 de senyalització
Un senyal de perfil T2-Lite es va marcar amb una de les T2_LITE_SISO S1 codis o T2_LITE_MISO.
MISO/SISO: determina el tipus de processament que es realitza per les cel·les de dades i els pilots, en el tipus de transmissió i recepció.

## T2-Lite limitacions de mode
Un subconjunt limitat de modes s'utilitzaran per T2-Lite. Les limitacions s'apliquen a manera de patrons de mida FFT pilot, i les combinacions permeses d'aquests paràmetres i l'interval de guàrdia. Hi ha altres limitacions com:

### a) FFT limitacions de mida
Les mides de FFT 1K i 32K no seran utilitzades per T2-Lite. Per tant, el conjunt permès de mides de FFT es limita a 2K, 4K, 8K i 16K.

### b) limitacionspatró de portadors pilot
Els pilots s'utilitzen per a sincronització de trama, sincronització de freqüència, temps de sincronització, estimació de canal, la identificació de la manera de transmissió i també seguir el soroll de fase. Els pilots PP8 dispersos patró de pilot no seran utilitzades per T2-Lite, la resta si.

### c) Limitacions dels modes combinacionals
Un conjunt reduït de combinacions de mida de la FFT, interval de guarda, i el patró pilot s'utilitza per a la T2-Lite. El conjunt complet de les combinacions permeses d'aquests paràmetres per T2-Lite és similar al del T2.

## T2-Lite limitacions del buffer receptor
En el model de memòria intermèdia de recepció de T2-Lite, la velocitat a la qual la cadena de FEC pot processar les cel·les es redueix per permetre simplificacions en l'aplicació de descodificador FEC. El valor de Rcell es reduirà al valor donat en la imatge 6.

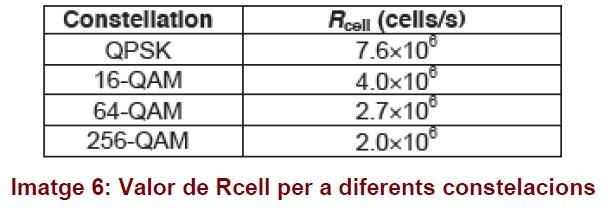
Imatge 6. Limitacions del buffer de recepció.